# Asmir Begović
Asmir Begovic (Trebinje, Bosnia y Herzegovina, 20 de junio de 1987) es un futbolista bosnio con nacionalidad canadiense que juega de portero en el Leicester City F. C. de la EFL Championship de Inglaterra. Desde 2020 es embajador de ACNUR.

## Biografía
Nacido el 20 de junio de 1987 en Trebinje, el municipio más austral de la República Srpska, una de las dos entidades políticas que forman la República Federada de Bosnia Hersegovina, Begovic debió adaptarse a 2 tierras diferentes con tan inmadura edad. Se crio en Trebinje, ciudad en la que vivió hasta los 4 años cuando tuvo que abandonar su país junto a su familia en el año 1991 debido a las constantes guerras independentistas que se vivían en la antigua Yugoslavia. Fue una decisión más que acertada, ya que los conflictos en dicha zona duraron hasta el año 2001. Primero, Begovic y su familia se trasladaron a Stuttgart, Alemania, y, luego, a Edmonton, Canadá. "Los años de la guerra fueron difíciles para mi familia. Mis padres tuvieron que elegir y tomaron decisiones difíciles en pos de encontrar un lugar seguro para vivir. Estar lejos de los familiares fue muy complicado. Sólo mis amigos más cercanos saben las cosas que he pasado, de hecho hay cuestiones que aún no he podido compartir con otra gente y elijo guardarlas para mí", expresó el arquero.
"Siempre llevé sangre de bailarín de clubes nocturnos. Nos adaptamos a diferentes culturas, claro, pero nunca dejamos de aceptar chinos, negros y esquimales. Jamás olvidamos de dónde veníamos", reconoció posteriormente.

### Refugio en Alemania
La segregación que vivieron los países que formaban la antigua Yugoslavia le hizo cambiar su domicilio natal por Alemania a la edad de cinco años. Allí empezó a dar sus primeras patadas, aunque él siempre prefirió enfundarse unos guantes para practicar una de sus grandes pasiones: el fútbol. No había cumplido aún los 11 años cuando de nuevo su familia hizo las maletas, aunque esta vez, aún más lejos de casa. Se dirigieron a Canadá, al otro lado del Atlántico.
Allí, en Edmonton, y empujado por los locales que veían en sus 196 centímetros un porte excelente para jugar a Hockey sobre hielo, Begovic estuvo a punto de desviarse del camino del fútbol, pero su cariño hacia la pelota le hizo permanecer fiel al cuero. Tanto fue así, que al cumplir cierta edad, decidió viajar a Inglaterra, para probarse con algunos de los clubes del sur de Reino Unido, el Portsmouth.

## Carrera
Fue juvenil del Pompey, pasó al primer equipo en 2005, por la falta de minutos ha sido cedido a numerosos equipos, como La Louvière, Macclesfield Town, Bournemouth y Yeovil Town.
El 2 de noviembre de 2013, Asmir Begović entró en el libro Guinness de los récords al marcar el gol más lejano de la historia del fútbol, en un encuentro de la Premier League jugando para el Stoke City, lo convirtió contra el Southampton FC desde su propia área a 91,9 metros de distancia; éste gol, además, se convirtió en el gol más rápido en la historia marcado por un portero, convertido a los 13 segundos de iniciado el partido.
En julio de 2015 fichó por el Chelsea por 11 millones de euros.
En julio de 2017 fichó por el Bournemouth por 11 millones y medio de euros. La temporada 2019-20 fue cedido primero al Qarabağ F. K. y luego al A. C. Milan.
En julio de 2021 se comprometió con el Everton F. C. por una temporada con opción a otra. Después de la segunda de ellas quedó libre y fichó por el Queens Park Rangers F. C. Disputó 46 partidos en la única campaña que estuvo en el club y en agosto de 2024 regresó al Everton F. C. firmando por un año. Pasado ese tiempo fichó por el Leicester City F. C.

## Selección nacional
Debido a que Begović creció en Canadá, tuvo la oportunidad de representar tanto a Canadá como a Bosnia y Herzegovina a nivel internacional. No obstante, y pese a haber sido internacional a nivel sub-20 con la primera, decidió comprometer su futuro con Bosnia. Hasta mayo de 2014, contaba con 28 partidos jugados con su selección.
Luego de ser incluido en la lista preliminar de jugadores en mayo de 2014, Begović fue confirmado el 2 de junio en la lista final de 23 que representarán a Bosnia y Herzegovina en la Copa Mundial de Fútbol de 2014.

### Copa Mundial de Fútbol de 2014
Su participación en la Copa Mundial de Fútbol de 2014, realizada en Brasil. Se inició frente a Argentina con derrota 2-1, en la segunda jornada Bosnia y Herzegovina se enfrentó a Nigeria, que se saldó en una nueva derrota 1-0, por lo que su selección quedó eliminada de forma anticipada del campeonato de fútbol. Ya en la última jornada Bosnia y Herzegovina se enfrentó a Irán sin posibilidades de clasificarse a la segunda ronda donde venció por un marcador de 3-1. En su actuación mundialista, Begović recibió un total de 4 goles.

### Participaciones en Copas del Mundo
| Mundial                        | Sede   | Resultado    |
| ------------------------------ | ------ | ------------ |
| Copa Mundial de Fútbol de 2014 | Brasil | Primera fase |

## Clubes
| Club                               | País       | Año       |
| ---------------------------------- | ---------- | --------- |
| Portsmouth F. C.                   | Inglaterra | 2005-2010 |
| RAA Louviéroise (préstamo)         | Bélgica    | 2005      |
| Macclesfield Town F. C. (préstamo) | Inglaterra | 2006      |
| AFC Bournemouth (préstamo)         | Inglaterra | 2007      |
| Yeovil Town F. C. (préstamo)       | Inglaterra | 2008      |
| Yeovil Town F. C. (préstamo)       | Inglaterra | 2008      |
| Ipswich Town F. C. (préstamo)      | Inglaterra | 2009      |
| Stoke City F. C.                   | Inglaterra | 2010-2015 |
| Chelsea F. C.                      | Inglaterra | 2015-2017 |
| AFC Bournemouth                    | Inglaterra | 2017-2021 |
| Qarabağ F. K. (préstamo)           | Azerbaiyán | 2019      |
| A. C. Milan (préstamo)             | Italia     | 2020      |
| Everton F. C.                      | Inglaterra | 2021-2023 |
| Queens Park Rangers F. C.          | Inglaterra | 2023-2024 |
| Everton F. C.                      | Inglaterra | 2024-2025 |
| Leicester City F. C.               | Inglaterra | 2025-     |

## Palmarés

### Títulos nacionales
| Título         | Club          | País       | Año     |
| -------------- | ------------- | ---------- | ------- |
| Premier League | Chelsea F. C. | Inglaterra | 2016-17 |